# Parepierus abrogatus
Parepierus abrogatus är en skalbaggsart som först beskrevs av Thomas Broun 1886.  Parepierus abrogatus ingår i släktet Parepierus och familjen stumpbaggar. Inga underarter finns listade i Catalogue of Life.